# Maragondon
Maragondon est une municipalité de la province de Cavite, aux Philippines.